# Dani Vancells
Dani Vancells Pons (30 juli 1980) is een voormalig Spaans professioneel wielrenner die in het verleden één seizoen uitkwam voor TIAA-CREF. Hij wist geen professionele wedstrijden te winnen.

## Grote ronden
Geen